# Les Larmes du couteau

Les Larmes du couteau H 169 (Slzy nože) est un opéra en un acte de Bohuslav Martinů sur un livret de Georges Ribemont-Dessaignes composé en 1928.
Il s'agissait d'une commande radiophonique du Festival de musique contemporaine de Baden-Baden, qui a ensuite refusé l'opéra.
L'opéra n'a été créé que le 22 octobre 1969 à Brno, après la mort du compositeur.
La musique s'inspire du jazz.

## Rôles
- Éléonore : soprano
- La Mère : contralto
- Satan : baryton[4]